# 伊亞佩爾
伊亞佩爾是智利的城鎮，位於該國中北部，由科金博大區負責管轄，也是喬阿帕省的首府，始建於1752年，面積2,629平方公里，海拔高度388米，2002年人口30,355，人口密度每平方公里11.5人。

## 外部連結
- （西班牙文） Municipality of Illapel （页面存档备份，存于）
- （西班牙文） Comercioillapel.com Tu Brujula del Valle del Choapa

31°37′58″S 71°10′06″W / 31.6327°S 71.1683°W